# Кінотуризм
Кінотуризм — різновид туризму, що має на меті відвідування місць, пов'язаних з фільмами та телесеріалами, тематичних парків за мотивами фільмів та тури на кіностудії.

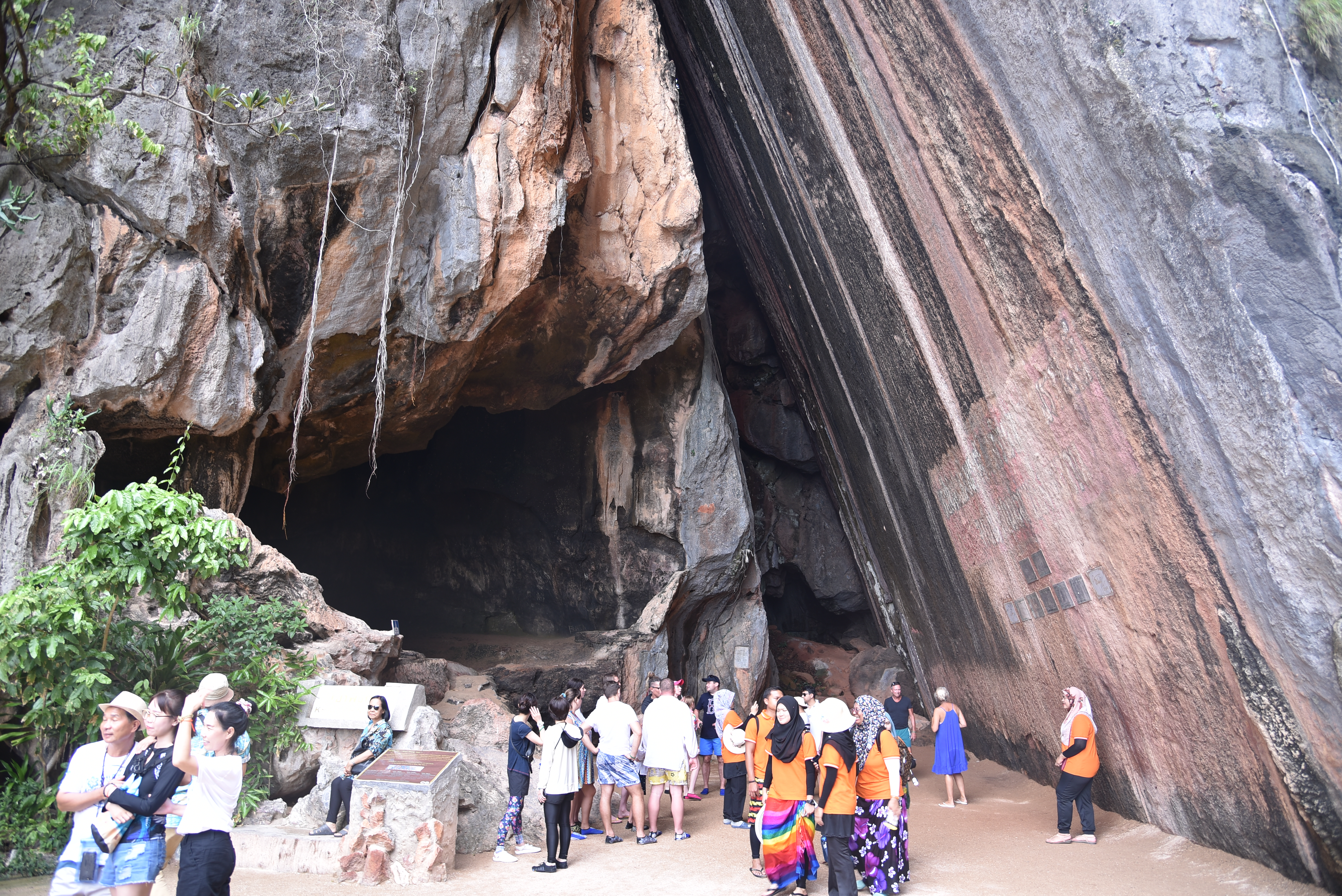
Туристи під час «туру у стилі Джеймса Бонда» островом Као Пхін Кан у Таїланді відвідують місце зйомок фільму 1974 року «Людина із золотим пістолетом».

## Огляд
Кінотуризм одна з найшвидше зростаючих галузей туризму на сьогодні. Він почав набирати популярності як окремий вид туризму в 1990-х роках. До того, як кінотуризм став значущою рушійною силою туристичної індустрії, науковці лише побіжно згадували про цей феномен, а також траплялися анекдотичні згадки.
У 1996 році Британська туристична асоціація стала першою організацією, яка капіталізувала кінотуризм, опублікувавши карту Великої Британії з позначеними місцями зйомок фільмів.
Популярність кінотуризму зросла завдяки збільшенню міжнародних подорожей, стрімкому розвитку індустрії розваг і культовому статусу знаменитостей.
Для туристичних дестинацій фільми забезпечують довгостроковий дохід від туризму. Поява певної місцевості у фільмі чи телесеріалі може значно вплинути на кількість відвідувачів, створити новий вид туризму в регіоні та стимулювати місцеву економіку. У середньому фільми сприяють зростанню туризму та доходів приблизно на 31 %.
Шанувальники серії фільмів «Володар перснів» відвідують Нову Зеландіїю, де знімали більшість сцен. Завдяки фільмам щорічний приплив туристів до Нової Зеландії зріс із 1,7 мільйона доларів США у 2000 році до 2,4 мільйона доларів США у 2004 році, тобто на 40 %.
У Великій Британії кількість відвідувачів замку Алнвік, де знімали сцени для фільмів про Гаррі Поттера, зросла на 120 %, що принесло регіону приблизно 9 мільйонів фунтів стерлінгів туристичного доходу. Одним із найяскравіших прикладів попиту, спричиненого фільмами, є лондонський вокзал Кінгс-крос. Він став відомим завдяки вигаданій платформі 9¾ із серії фільмів про Гаррі Поттера, яка вперше з'явилася у стрічці «Гаррі Поттер і філософський камінь». Цю вигадану локацію перетворили на реальну пам'ятку, щоб привабити туристів, а для капіталізації інтересу до серії та вокзалу відкрили сувенірний магазин «Гаррі Поттер».
Регресійні аналізи вказують на високу кореляцію між проактивним підходом дестинацій до залучення продюсерів і студій для зйомок та туристичним успіхом регіону після виходу фільму. Це відповідає теорії індукованого попиту: коли завдяки медійному висвітленню пропозиція туристичних локацій, які раніше не вважалися популярними, зростає, кількість відвідувачів збільшується, навіть якщо багато з них не планували відвідувати ці місця раніше. Дослідження Travelsat Competitive Index показало, що у 2017 році приблизно 80 мільйонів туристів обрали місцевість для подорожі, керуючись її появою в телесеріалі чи фільмі. Ця цифра подвоїлася порівняно з 2015 роком.
Використання геопросторових технологій у знімальному процесі проаналізував Тьєррі Жоліво у журналі «The Cartographic Journal». Того ж року туристичні агенції, конференц-центри та корпорації почали створювати власні карти подорожей за місцями зйомок, наприклад, для фільму «Єлизавета: Золотий вік», опубліковані VisitBritain.
Журналістка Гретхен Келлі у Нью-Йорк пост (2007), написала статтю з заголовком Set-jetting стосовно тенденції подорожей до місць, де відбувалися зйомки фільмів. Згодом це стало однією з найбільших тенденцій у подорожах. Прикладами є екскурсія Лондоном на швидкісному катері, як у фільмах про Джеймса Бонда, або відвідування величних маєтків, що зображені в екранізаціях романів Джейн Остін. Цей термін є грою слів про подорожі на свіжому повітрі (джет-сетінг) — форму елітних подорожей вищого класу суспільства.
У червні 2018 року Таїландський пляж Майя, що став широковідомим завдяки фільму Денні Бойла «Пляж» (2000), закрили на невизначений термін для відновлення від екологічної шкоди, завданої масовим туризмом. Пляж приймав до 5000 туристів і 200 човнів щодня. Згодом пляж знову відкрили, але купатися у воді заборонили, дозволивши лише ходити вбрід по коліна, щоб захистити морське життя та екосистему.

## Місця розташування

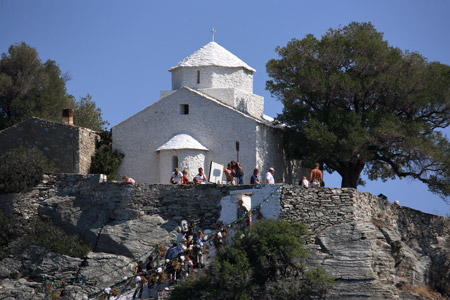
Каплиця Святого Іоанна, весільна сцена зі зйомок фільму «Mamma Mia!» на Скопелосі

Відомі локації зйомок фільмів і телесеріалів, які здобули популярність як туристичні напрямки:
| Фільм / телесеріал                       | Розташування                                | Місто або країна                       |
| ---------------------------------------- | ------------------------------------------- | -------------------------------------- |
| Володар перснів                          |                                             | Нова Зеландія                          |
| Хоробре серце                            | Монумент Воллесу                            | Шотландія                              |
| Винні зірки                              | дерев'яна лавка на Лейдсеграхт у Амстердамі | Нідерланди                             |
| Гаррі Поттер                             | Замок Алнік                                 | Велика Британія                        |
| Гордість і упередження                   | Лайм-Парк                                   | Англія                                 |
| Пляж                                     | пляж Майя                                   | Таїланд                                |
| Секс і місто                             |                                             | Нью-Йорк                               |
| Гра престолів                            |                                             | Північна Ірландія, Ісландія, Дубровник |
| Гра престолів                            | Діммуборгір, Міватн,Грьотагья, Рейнісфьяра  | Ісландія                               |
| Похмілля у Вегасі                        |                                             | Лас-Вегас                              |
| Абатство Даунтон                         | Бамптон                                     | Велика Британія                        |
| Бродчерч                                 | Вест-Бей                                    | Велика Британія                        |
| Труднощі перекладу                       |                                             | Токіо, Японія                          |
| Мамма Міа!                               | Скопелос                                    | Греція                                 |
| Індіана Джонс і останній хрестовий похід | Петра                                       | Йорданія                               |
| Звуки музики                             |                                             | Зальцбург, Австрія                     |
| Талановитий містер Ріплі                 | Іскія                                       | Італія                                 |
| Монті Пайтон і Священний Грааль          | Замок Дун                                   | Шотландія                              |
| Зоряні війни: Нова надія                 | Матмата                                     | Туніс                                  |
| Темний лицар повертається                | Мехрангарх-форт                             | Джодхпур, Індія                        |
| Хрещений батько                          |                                             | Сицилія, Італія                        |
| Джокер                                   | Сходи Джокера                               | Нью-Йорк                               |
| Грек Зорба                               | Крит                                        | Греція                                 |
| Вибір капітана Кореллі                   | Кефалонія                                   | Греція                                 |
| Ніколи в неділю                          | Пірей                                       | Греція                                 |